# Catherine Gund
Catherine Gund est une documentariste américano-australienne, née en 1965 à Geelong, en Australie.
Militante pour les droits LGBT et la lutte contre le sida, elle traite régulièrement de ces sujets dans ses films.
En 1996, elle a créé la société de production Aubin Pictures.

## Filmographie

### Comme réalisatrice
En plus d'être réalisatrice de ses films, Catherine Gund en est souvent la scénariste, productrice, chef opératrice ou encore monteuse.
- 1998 : Hallelujah! Ron Athey: A Story of Deliverance (documentaire sur Ron Athey)
- 2004 : Making Grace (documentaire sur l'homoparentalité)
- 2009 : What's on Your Plate? (documentaire)
- 2014 : Born to Fly: Elizabeth Streb vs. Gravity (documentaire sur Elizabeth Streb (en))
- 2017 : Chavela Vargas (documentaire sur Chavela Vargas), coréalisé avec Daresha Kyi
- 2017 : Dispatches from Cleveland (documentaire)

### Autres
- 2001 : On Hostile Ground (documentaire sur l'avortement aux États-Unis) de Liz Mermin et Jenny Raskin (en) - productrice
- 2012 : How to Survive a Plague (documentaire sur la lutte contre le sida) de David France (en) - chef opératrice (scènes préexistantes, tournées par Catherine Gund, que ce film réutilise)